# Chung Un-chan
Chung Un-chan (kor. 정운찬, ur. 21 marca 1947 w Gongju) – koreański profesor i ekonomista, rektor Uniwersytetu Narodowego w Seulu w latach 2002–2006. Premier Korei Południowej od 28 września 2009 do 11 sierpnia 2010.

## Życiorys
Chung Un-chan urodził się w 1947 w Gongju w prowincji Chungcheong Południowy. W latach 1966–1970 studiował ekonomię (licencjat) na Uniwersytecie Narodowym w Seulu. W 1972 uzyskał stopień magistra ekonomii na Miami University w Stanach Zjednoczonych. W 1976 zdobył tytuł doktora ekonomii na Princeton University w Stanach Zjednoczonych. W 2004 został odznaczony tytułem doctora honoris causa w dziedzinie edukacji międzynarodowej na Uniwersytecie Dalekowschodnim we Władywostoku w Rosji.
Chung od 1978 do 2009 był profesorem ekonomii na Uniwersytecie Narodowym w Seulu. W 2002 objął funkcję dziekana Wydziału Nauk Społecznych. Od lipca 2002 do lipca 2006 zajmował stanowisko rektora Uniwersytetu Narodowego w Seulu. W czasie swojej kariery zawodowej przewodniczył i wchodził w skład wielu organizacji i stowarzyszeń gospodarczych. W latach 1998–1999 był przewodniczącym Koreańskiego Stowarzyszenia Pieniężnego i Finansowego, w latach 1999–2001 dyrektorem Koreańskiej Rady Instytutu Badań Gospodarczych i Społecznych, w latach 2000–2001 przewodniczącym Komitetu Rozwoju Finansowego w Ministerstwie Finansów, w latach 2006–2007 prezesem Koreańskiego Towarzystwa Gospodarczego, a w latach 2008–2009 przewodniczącym Koreańskiej Rady Badań Nauk Społecznych.
3 czerwca 2009 Chung Un-chan został desygnowany przez prezydenta Lee Myung-baka na stanowisko premiera Korei Południowej. Jego nominacji towarzyszyły także inne zmiany na stanowiskach rządowych. Prezydent Lee stwierdził, że „doświadczenie Chunga pozwoli mu skuteczniej pomagać prezydentowi, kierować pracami gabinetu, a także wprowadzić pragmatyczną i przyjazną obywatelom politykę”. Opozycja sprzeciwiła się jego kandydaturze. Oskarżyła go o ukrywanie części dochodów i składanie fałszywych zeznań w tej sprawie przed parlamentem, uchylanie się od płacenia podatków oraz uniknięcie obowiązkowej służby wojskowej. Chung zaprzeczył wszystkim zarzutom. Sprzeciwiła się również zapowiedziom premiera elekta dotyczącym modyfikacji planu przeniesienia 9 ministerstw i 4 agencji rządów z Seulu do Sedżongu w pobliżu Daejeon.
28 września 2009 Zgromadzenie Narodowe, w którym dominowała rządząca Wielka Partia Narodowa prezydenta Lee, większością 164 głosów, zatwierdziło Chunga na stanowisku premiera Korei Południowej.
29 lipca 2010 złożył rezygnację na ręce prezydenta z powodu przyjęcia przez parlament planów przeniesienia części ministerstw do projektowanego miasta Sedżong. Prezydent Lee przyjął dymisję i 8 sierpnia 2010 na stanowisko nowego szefa rządu desygnował Kima Tae-ho.
Chung Un-chan oficjalnie przestał pełnić funkcję szefa rządu 11 sierpnia 2010. Pełniącym obowiązki premiera został wówczas minister strategii i finansów Yoon Jeung-hyun.